# New York Army National Guard
La New York Army National Guard è una componente della Riserva militare della New York National Guard, inquadrata sotto la U.S. National Guard. Il suo quartier generale è situato presso la città di Latham.

## Organizzazione
Attualmente, al 2024, sono attivi i seguenti reparti :

### Joint Forces Headquarters
- JFHQ, Army Element - Latham
- Medical Command - Watervliet
- Recruiting & Retention Battalion - Watervliet
- Recruit Training Battalion - Watervliet
- Officer Strength Management Branch - Watervliet
- 2nd Civil Support Team (WMD) - Scotia
- 24th Civil Support Team (WMD) - Brooklyn
- Military Pay (NYARNG) - Latham
- Military Personnel Directorate - Watervliet
- NYARNG Medical Records

### 42nd Infantry Division
- Division Headquarters & Headquarters Battalion - Troy
  -  Headquarters & Support Company - Troy
    - Detachment 1 - Staten Island
    - Detachment 2 - New Hampshire Army National Guard

  -  Intel & Sustainment Company - Glenville	 
    - Detachment 1 - Staten Island

  -  Operations Company - Troy	 
    - Detachment 1  - Staten Island

  -  Signal Company - Staten Island	 
    - Detachment 1 - Troy

  - 10th Mountain Division Main Command Post, Operational Detachment - Syracuse
  - 42nd Army Band - Cortlandt Manor

#### 42nd Infantry Division DIVARTY
- Headquarters & Headquarters Battery - Kingston

#### Combat Aviation Brigade, 42nd Infantry Division
- Headquarters & Headquarters Company - Latham
- Aviation Support Facility #1 - Long Island MacArthur Airport, Ronkonkoma
- Aviation Support Facility #2 - Greater Rochester International Airport
- Aviation Support Facility #3 - Albany International Airport, Latham
- 1st Battalion, 151st Aviation Regiment (Attack & Reconnaissance) - South Carolina Army National Guard
- 3rd Battalion, 142nd Aviation Regiment (Assault Helicopter) - Ronkonkoma	
  -  Headquarters & Headquarters Company (-) - Ronkonkoma
  -  Company A - Latham - Equipaggiata con 10 UH-60M 
  -  Company B - Ronkonkoma - Equipaggiata con 10 UH-60M 
  - Company C (-) - Connecticut Army National Guard
  -   Company D (-) (AVUM) - Latham
    - Detachment 3 - Latham

  -   Company E (-) (Forward Support) - Farmingdale	 
    - Detachment 3 - Latham
- 3rd Battalion, 126th Aviation Regiment (General Support) - Massachusetts Army National Guard
  - Detachment 1, Company B (-) (Heavy Lift), 3rd Battalion, 126th Aviation Regiment (General Support) - Rochester	- Equipaggiato con 6 CH-47F 
    - Detachment 3, HHC, 3rd Battalion, 126th Aviation Regiment (General Support) - Rochester
    - Detachment 2, Company D (-) (AVUM), 3rd Battalion, 126th Aviation Regiment (General Support) - Rochester
    - Detachment 2, Company E (-) (Forward Support), 3rd Battalion, 126th Aviation Regiment (General Support) - Rochester
- 1st Battalion, 224th Aviation Regiment (Security & Support) - Maryland Army National Guard
  - Detachment 2, Company B (-), 1st Battalion, 224th Aviation Regiment (Security & Support) - Latham - Equipaggiato con 2 UH-72A
- Company C (-) (MEDEVAC), 1st Battalion, 171st Aviation Regiment (General Support) - Rochester - Equipaggiato con 4 HH-60M 
  - Detachment 2, HHC, 1st Battalion, 171st Aviation Regiment (General Support) - Rochester
  - Detachment 2, Company D (AVUM), 1st Battalion, 171st Aviation Regiment (General Support) -  Rochester
  - Detachment 1, Company E (Forward Support), 1st Battalion, 171st Aviation Regiment (General Support) - Rochester
- Detachment 5, Company C, 2nd Battalion, 245th Aviation Regiment (Fixed Wings) - Latham - Equipaggiato con 1 C-12U
- Detachment 20, Operational Support Airlift Command
- 642nd Aviation Support Battalion
  -   Headquarters & Support Company (-) - Rochester
  -   Company A (-) (DISTRO) - Dunkirk	
    - Detachment 1 - Olean

  -   Company B (-) (AVIM) - Ronkonkoma
    - Detachment 1 - South Carolina Army National Guard

  -   Company C (Signal) - Brooklyn

#### 27th Infantry Brigade Combat Team
- Headquarters & Headquarters Company - Syracuse
- 1st Battalion, 69th Infantry Regiment
  -  Headquarters & Headquarters Company - Manhattan
  -  Company A - Manhattan
  -  Company B - Farmingdale
  -  Company C (-) - Cortlandt Manor	
    - Detachment 1 - Manhattan

  -  Company D (Weapons) - Farmingdale
- 2nd Battalion, 108th Infantry Regiment
  -  Headquarters & Headquarters Company - Utica
  -  Company A (-) - Geneseo
    - Detachment 1 - Morrisonville

  -  Company B (-) - Morrisonville	
    - Detachment 1 - Morrisonville

  -  Company C - Gloversville	
    - Detachment 1 - Leeds

  -  Company D (Weapons) - Ithaca
- 1st Battalion, 182nd Infantry Regiment - Massachusetts Army National Guard
- 2nd Squadron, 101st Cavalry Regiment
  -  Headquarters & Headquarters Troop - Niagara Falls
  -  Troop A - Geneva
  -  Troop B (-) - Jamestown	
    - Detachment 1 - Buffalo

  -  Troop C - Buffalo
- 1 Battalion 258th Field Artillery Regiment
  -  Headquarters & Headquarters Battery (-) - Jamaica
    - Detachment 1 - Peekskill

  -  Battery A - New Windsor
  -  Battery B - Cortlandt
  -  Battery C - Cortlandt - Equipaggiato con obici da 155mm M-777
- 152nd Brigade Engineer Battalion
  -  Headquarters & Headquarters Company - Buffalo
  -  Company A (Engineer) - Manhattan
  -  Company B (Engineer) - Lockport
  -  Company C (Signal) - Buffalo
  -  Company D (Military Intelligence) (-) - Syracuse	
    - Detachment 1 (TUAS) - Rochester - Equipaggiato con 4 RQ-7B Shadow
- 427th Brigade Support Battalion
  -  Headquarters & Headquarters Company - Syracuse
  -  Company A (DISTRO) - Rochester
  -  Company B (Maint) - Fort Drum
  -  Company C (MED) - Buffalo
  -  Company D, (Forward Support) (Aggregata al 2nd Squadron, 101st Cavalry Regiment) - Buffalo
  -  Company E, (Forward Support) (Aggregata al 152nd Brigade Engineer Battalion) - Buffalo
  -  Company F, (Forward Support) (Aggregata al 1 Battalion 258th Field Artillery Regiment) - Queens
  -  Company G, (Forward Support) (Aggregata al 2nd Battalion, 108th Infantry Regiment) - Glenville
  -  Company H, (Forward Support) (Aggregata al 1st Battalion, 69th Infantry Regiment) - Farmingdale
  - Company I, Massachusetts Army National Guard

#### 369th Sustainment Brigade
Sotto il controllo operativo della 42nd Infantry Division
- Headquarters & Headquarters Company - Harlem
- Special Troops Battalion
  -  Headquarters & Headquarters Company - Harlem
  -  1051st Quartermaster Company (-) (Field Feeding) - Orangeburg	
    - Detachment 1 - Troy
    - Detachment 2 - Rochester
- 187th Signal Network Company - Farmingdale
- 145th Support Maintenance Company - Staten Island
- 133rd Quartermaster Company (Composite Supply) - Brooklyn
- 719th Transportation Company (-) (Composite Truck Light) - Manhattan	
  - Detachment 1 - Staten Island
- 1569th Transportation Company (Medium Truck, Cargo) - New Windsor
- 27th Finance Battalion
  - Headquarters & Headquarters Detachment - Whitestone
  - 4th Finance Company - Whitestone
  - 7th Finance Company - Whitestone
  - 14th Finance Company - Whitestone
  - 37th Finance Company - Whitestone
- 101st Expeditionary Signal Battalion
  -  Headquarters & Headquarters Company - Yonkers
  -  Company A - Peekskill
  -  Company B - Orangeburg
  -  Company C - Yonkers
- 104th Military Police Batallion
  - Headquarters & Headquarters Detachment - Kingston
  -  442nd Military Police Company - Jamaica
  -  107th Military Police Company - Utica
  - 727th Military Police Detachment (Law & Order) - Cortlandt Manor
  -  222nd Chemical Company (Decontamination) - Brooklyn

### 53rd Troop Command
- Headquarters & Headquarters Company - Cortlandt Manor
- 138th Chaplain Support Team - Cortlandt Manor
- 138th Public Affairs Detachment - Cortlandt Manor
- 53rd Support Detachment, Digital Liaison Detachment (ASCC) - Manhattan

#### 153rd Troop Command Brigade
- Headquarters & Headquarters Company - Buffalo
- 102nd Military Police Battalion
  - Headquarters & Headquarters Detachment - Auburn
  -  222nd Military Police Company (-) - Rochester	
    - Detachment 1 - Hornell

  -  105th Military Police Company - Buffalo
  -  206th Military Police Company (-) - Latham	 
    - Detachment 1 - Utica
- 204th Engineer Battalion
  -  Headquarters & Headquarters Company - Binghamton
  -  Forward Support Company- Binghamton
  -  1156th Engineer Company (-) (Vertical Construction) - Cortlandt Manor	 
    - Detetachment 1 - Kingston

  -  152nd Engineer Support Company - Buffalo
  -  827th Engineer Company (-)  (Horizontal Contruction) - Horseheads	 
    - Detachment 1 - Walton

  - 204th Engineer Detachment (Quarry) - Binghamton
- 501st Ordnance Battalion
  -  Headquarters & Headquarters Company - Glenville
  -  1108th Exlosive Ordnance Disposal Company - Glenville
  -  1427th Transportation Company (Medium Truck) (-)- Queensbury	
    - Detachment 1 - Fort Drum

  -  466th Area Medical Support Company - Queensbury

### 106th  Regiment, Regional Training Institute
- Camp Smith Training Site - Cortlandt Manor